# Coeficient de transmissió
El coeficient de transmissió s'utilitza en física i en enginyeria elèctrica quan es consideren medis amb discontinuïtats en propagació d'ones. El coeficient de transmissió descriu l'amplitud (o la intensitat) d'una ona transmesa respecte a l'ona incident. El coeficient de transmissió està estretament relacionat amb el coeficient de reflexió.
Diferents camps de la ciència tenen diferents aplicacions per a aquest terme.

Una ona electromagnètica (o d'un altre tipus) experimenta transmissió i reflexió parcial quan el medi pel qual viatja canvia bruscament.

## Mecànica quàntica
El coeficient de transmissió es defineix com la relació entre el flux o densitat de corrent de l'ona transmesa i el flux de l'ona incident. S'utilitza habitualment per obtenir la probabilitat que una partícula passi a través d'una barrera per efecte túnel.
Així,
{\displaystyle T={\frac {|j_{\mbox{transmesa}}|}{|j_{\mbox{incident}}|}},}
on jincident és la densitat de corrent en l'ona que incideix abans d'arribar a la barrera i jtransmesa la densitat de corrent en l'ona transmesa a l'altre costat de la barrera.